# Giorgio Chiellini
Giorgio Chiellini (Pisa, 14 agosto 1984) è un dirigente sportivo ed ex calciatore italiano, di ruolo difensore, Director of Football Strategy della Juventus e co-proprietario del Los Angeles FC. Con la nazionale italiana è stato campione d'Europa nel 2021.
Cresciuto nel Livorno, con cui ha vinto un campionato di Serie C1 (2001-02), ha poi legato la sua carriera alla Juventus, club in cui ha militato ininterrottamente dal 2005 al 2022 assurgendone a capitano e bandiera, e con cui ha conquistato un record di nove campionati consecutivi di Serie A (dal 2011-12 al 2019-20), cinque Coppe Italia (di cui un record di quattro consecutive dal 2014-15 al 2017-18 e ancora nel 2020-21), cinque Supercoppe di Lega (2012, 2013, 2015, 2018 e 2020) e un campionato di Serie B (2006-07), raggiungendo inoltre due finali di UEFA Champions League (2015 e 2017). Vanta inoltre la vittoria di un MLS Supporters' Shield e di una MLS Cup (2022) con il Los Angeles FC, con cui ha raggiunto anche una finale di CONCACAF Champions League (2023).
Con la nazionale ha trionfato, nell'occasione da capitano, all'europeo itinerante di Europa 2020; tra gli altri piazzamenti, è stato finalista all'europeo di Polonia-Ucraina 2012 oltreché terzo classificato alla Confederations Cup di Brasile 2013 e alla UEFA Nations League del 2020-2021. In azzurro ha inoltre preso parte ai mondiali di Sudafrica 2010 e Brasile 2014, agli europei di Austria-Svizzera 2008 e Francia 2016, alla Confederations Cup di Sudafrica 2009 e alla Coppa dei Campioni CONMEBOL-UEFA del 2022. A livello giovanile, con l'Italia olimpica è stato medaglia di bronzo ai Giochi di Atene 2004, mentre in precedenza con l'Italia under 19 si era laureato campione d'Europa a Liechtenstein 2003.
Ritenuto tra i migliori difensori della sua generazione, a livello individuale è stato eletto tre volte migliore difensore AIC (2008, 2009 e 2010, quest'ultimo condiviso con Walter Samuel), oltreché inserito cinque volte nella squadra dell'anno AIC (2013, 2015, 2016, 2018 e 2019), tre nell'ESM Team of the Year (2013, 2015 e 2018), due nella squadra della stagione della UEFA Champions League (2015 e 2018) e una nella squadra dell'anno UEFA (2017); in precedenza, in ambito giovanile era stato inserito dall'UEFA nel Dream Team del campionato d'Europa Under-21 2007 e nell'All-Time XI del campionato d'Europa Under-21 (2015). Nel 2021, infine, si è classificato 13º nella graduatoria del Pallone d'oro.

## Biografia
Nato a Pisa poiché lì lavorava il padre, medico, è poi cresciuto con la famiglia nella loro città nativa, Livorno, precisamente nel quartiere Ardenza. Ha due fratelli, tra cui il gemello Claudio, suo procuratore oltreché dirigente sportivo e con cui ha peraltro condiviso alcuni anni in seno alla Juventus, e una sorella minore, Silvia, anche lei calciatrice e difensore. Prima d'indirizzarsi verso il calcio, da bambino riponeva le sue ambizioni nella pallacanestro, disciplina maggiormente radicata nel territorio labronico.
Tra i pochi calciatori di successo capaci di conciliare la carriera sportiva con un proficuo percorso di studi, si è dapprima diplomato presso il liceo scientifico "Federigo Enriques" di Livorno, con il voto di 92/100, e poi nel 2010 si è laureato in economia e commercio presso l'Università degli Studi di Torino, con una votazione finale di 109/110; nel 2017 ha ulteriormente conseguito presso lo stesso ateneo la laurea magistrale in Business Administration, ottenendo una votazione di 110/110 con lode.
Sposatosi con Carolina nel 2014, la coppia ha due figlie.

## Caratteristiche tecniche
(Gian Paolo Montali, 2008)

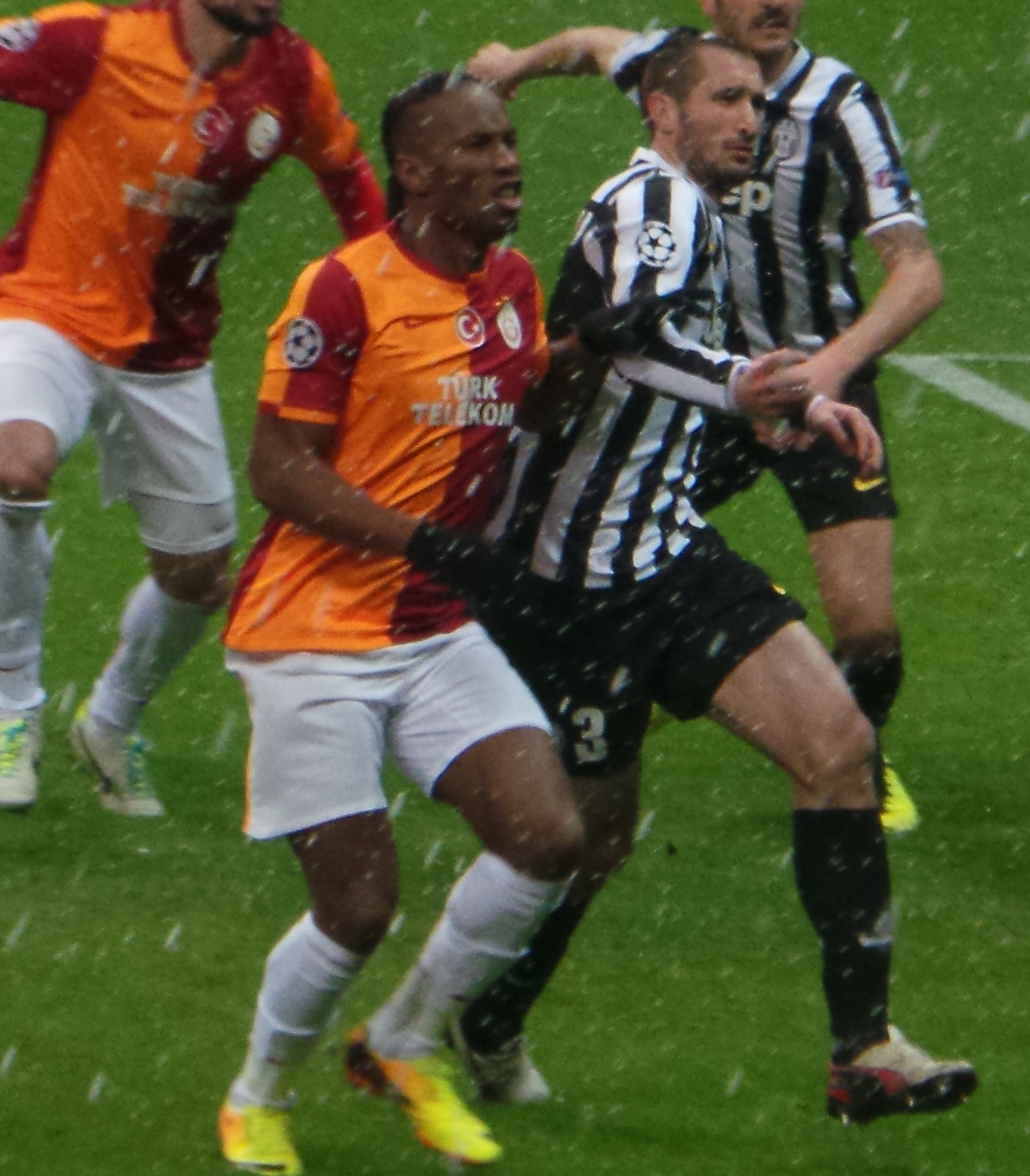
Chiellini (a destra) alla Juventus, in marcatura su Drogba, nella trasferta di UEFA Champions League 2013-2014 contro il.

Dopo gli esordi giovanili a centrocampo, emerge come terzino sinistro per poi affermarsi come difensore centrale; nella seconda parte di carriera è stato utilizzato con profitto anche come centrale di sinistra, in una retroguardia a 3 elementi. Tra le sue caratteristiche hanno risaltato la forza fisica, lo stacco aereo e una spiccata aggressività nei contrasti: in questo senso, Zlatan Ibrahimović lo ha descritto come il difensore più duro che l'abbia mai marcato in carriera, rimarcandone tuttavia l'estrema correttezza – nonostante la decisione negli interventi, Chiellini ha infatti ricevuto solo due espulsioni durante la sua militanza in Serie A. Pur non essendo particolarmente dotato sul piano tecnico, ha trovato spesso il gol grazie alla sua abilità nel colpo di testa.
Protagonista di una costante maturazione nel corso degli anni, nella seconda metà della carriera ha migliorato la propria gestione atletica, tattica e tecnica, grazie a una sopraggiunta maggiore capacità di analizzare le fasi del gioco; i contrasti rudi che lo caratterizzavano agli esordi hanno quindi lasciato spazio a interventi più puliti e precisi, che pure si sono alternati ad alcuni falli tattici inusuali e abbastanza plateali – su tutti, quello a mo' di wrestler sull'inglese Bukayo Saka nella finale del campionato d'Europa 2020 –, commessi per fermare le azioni avversarie nei modi meno gravi possibili. Questa evoluzione ha portato diversi addetti ai lavori a considerarlo tra i migliori centrali della sua generazione: tra gli altri, Harry Kane ne ha parlato come uno dei difensori più forti – assieme al solo John Terry – affrontati in carriera.
Con Andrea Barzagli e Leonardo Bonucci, per tutti gli anni 2010 compagni di squadra sia nella Juventus sia in nazionale, Chiellini ha formato un affiatato terzetto difensivo denominato «BBC» – dalle iniziali dei loro cognomi – dalla stampa specializzata; la solidità del trio ha portato al paragone con la linea difensiva composta dai terzini Virginio Rosetta e Umberto Caligaris nonché dal centromediano Luis Monti, alla base dei successi di Juventus e nazionale negli anni 1930. Con il ritiro di Barzagli, il successivo asse Bonucci-Chiellini venutosi a creare è stato ritenuto, per longevità decennale e rendimento ad alti livelli, uno dei più solidi e complementari del calcio internazionale oltreché accostato a coppie del passato quali Beckenbauer-Schwarzenbeck, Scirea-Gentile o Baresi-Costacurta.
Agli esordi nel Livorno si era guadagnato il paragone con Hans-Peter Briegel, venendo per questo appellato dai tifosi labronici come il Briegel dell'alto Tirreno o più semplicemente il Briegel amaranto. Col passaggio alla Juventus si è radicato il soprannome di King Kong per via del modo di festeggiare ogni suo gol – ovvero battersi i pugni al petto, imitando la celebre icona cinematografica –: un'esultanza nata dopo la rete che decise il derby di Torino del 7 marzo 2009.

## Carriera

### Giocatore

#### Club

##### Gli inizi, Livorno e Fiorentina

Chiellini in azione per il Livorno durante il campionato di Serie B 2003-2004

Inizia a giocare a calcio nel Livorno 9, società dilettantistica del quartiere Ardenza, dove entra all'età di 5 anni. Una volta dodicenne viene notato dal principale club cittadino, il Livorno. Coi labronici compie tutta la trafila delle giovanili fino alla prima squadra; fanno eccezione un periodo in prova con la squadra Allievi del Milan nel 2000, con cui ha tempo di vincere il Torneo Città di Arco, e un breve passaggio nella squadra Primavera della Roma – che dal 2002 ne diventa anche comproprietaria del cartellino – in occasione del Torneo di Viareggio 2003.
È con la maglia amaranto che fa il suo debutto tra i professionisti, all'età di 16 anni. Nella natìa Toscana disputa due tornei in C1 e altrettanti in B: sotto la guida di Walter Mazzarri diventa titolare nell'ultimo campionato giocato a Livorno, quello del 2003-04, fino a emergere tra i protagonisti della squadra che raggiunge la promozione in Serie A dopo 55 anni d'attesa.
Nell'estate seguente, pur a fronte di un'intesa di massima tra il presidente labronico Aldo Spinelli e quello romanista Franco Sensi circa il prossimo trasferimento di Chiellini nella capitale, le difficoltà finanziare di cui è preda al tempo la società giallorossa fanno sì che la Juventus s'inserisca nella trattativa: la compartecipazione tra Livorno e Roma si risolve alle buste in favore degli amaranto che, in accordo coi bianconeri, ne riacquistano l'altra metà del cartellino per 3 milioni di euro prima di cederlo definitivamente ai torinesi. Per la stagione successiva, comunque, la Juventus lascia Chiellini ancora in Toscana, ceduto in comproprietà stavolta alla Fiorentina, onde farlo adattare senza troppe pressioni ai ritmi della massima serie.

Chiellini (in primo piano) alla Fiorentina nel campionato 2004-2005, quello del debutto in Serie A; qui rincorso dallo juventino e futuro compagno di squadra Camoranesi.

Esordisce in A con i viola il 12 settembre 2004 a Roma, in occasione della sconfitta esterna 1-0 contro quei giallorossi a cui il difensore era inizialmente destinato. A dispetto della giovane età s'impone come titolare nel ruolo di terzino sinistro, contribuendo alla salvezza dei gigliati con 3 reti in campionato: tra queste la sua prima in massima serie, il 31 ottobre 2004, che chiude il tabellino nel 4-0 interno sul Lecce, e quella segnata proprio alla Juventus, detentrice dell'altra metà del suo cartellino, nel 3-3 casalingo del 9 aprile 2005.

##### Juventus

###### I primi anni (2005-2011)
Dopo la risoluzione della compartecipazione con la Fiorentina, nell'estate 2005 il difensore approda in pianta stabile alla Juventus. Agli ordini di Fabio Capello debutta in maglia bianconera il 15 ottobre 2005, nella partita di campionato vinta 1-0 contro il Messina allo stadio delle Alpi, subentrando al 75' a Pavel Nedvěd; tre giorni dopo fa il suo esordio nelle coppe europee, nella partita di UEFA Champions League persa 2-1 in casa del Bayern Monaco, mentre il 23 dello stesso mese arriva la prima da titolare, in Serie A, nel successo esterno 3-0 sul Lecce. Nella sua prima stagione a Torino, nella quale trova discreto impiego in campionato, vince subito lo scudetto, poi revocato in seguito alle vicende di Calciopoli che porteranno, nelle settimane seguenti, al declassamento d'ufficio della Juventus in Serie B.

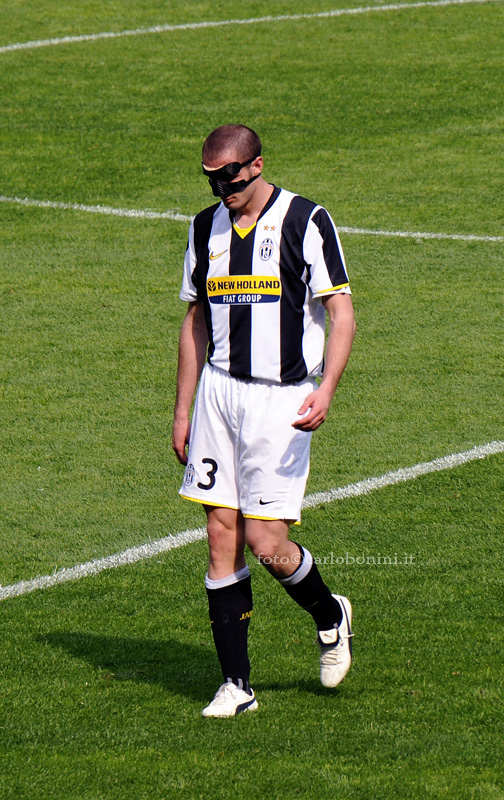
Chiellini con indosso una mascherina di protezione durante la sfida casalinga di Serie A 2008-2009 contro il

Nel campionato 2006-07, pur a fronte della giovane età, viene giocoforza promosso tra i pochi punti fermi attorno cui ricostruire una Vecchia Signora privata di molti suoi big. Sotto la direzione del tecnico Didier Deschamps si guadagna il posto da titolare e, occasionalmente, inizia a essere schierato nel ruolo in cui si affermerà, quello di difensore centrale. In questa stagione realizza il suo primo gol con la maglia bianconera, il 27 agosto in Coppa Italia, nel pareggio esterno 3-3 contro il Napoli, rete tuttavia vana ai fini dell'eliminazione piemontese ai tiri di rigore; in campionato segna altri 3 gol, tra cui una doppietta nel successo per 5-1 sul campo dell'Arezzo, il 19 maggio, giorno della promozione matematica in Serie A.
Con l'annata 2007-08 conferma definitivamente la sua titolarità per gli anni a venire. In avvio di stagione, il 2 settembre 2007 segna il suo primo gol in Serie A con la maglia bianconera, in occasione di Cagliari-Juventus (2-3) della seconda giornata di campionato. Proposto ancora come terzino sinistro in questa fase, tuttavia l'infortunio occorso al compagno di reparto Jorge Andrade lo porta a essere spostato stabilmente a centrale di difesa dall'autunno in poi, in coppia con Nicola Legrottaglie – anche per via delle poco convincenti prestazioni offerte nel ruolo, nel frattempo, da Domenico Criscito –: quella con Legrottaglie finisce per diventare la coppia difensiva juventina di riferimento negli anni post-promozione. Sul finire del campionato realizza una doppietta nella vittoriosa sfida interna di campionato contro la Lazio, terminata sul 5-2, contribuendo al matematico raggiungimento della qualificazione in UEFA Champions League.

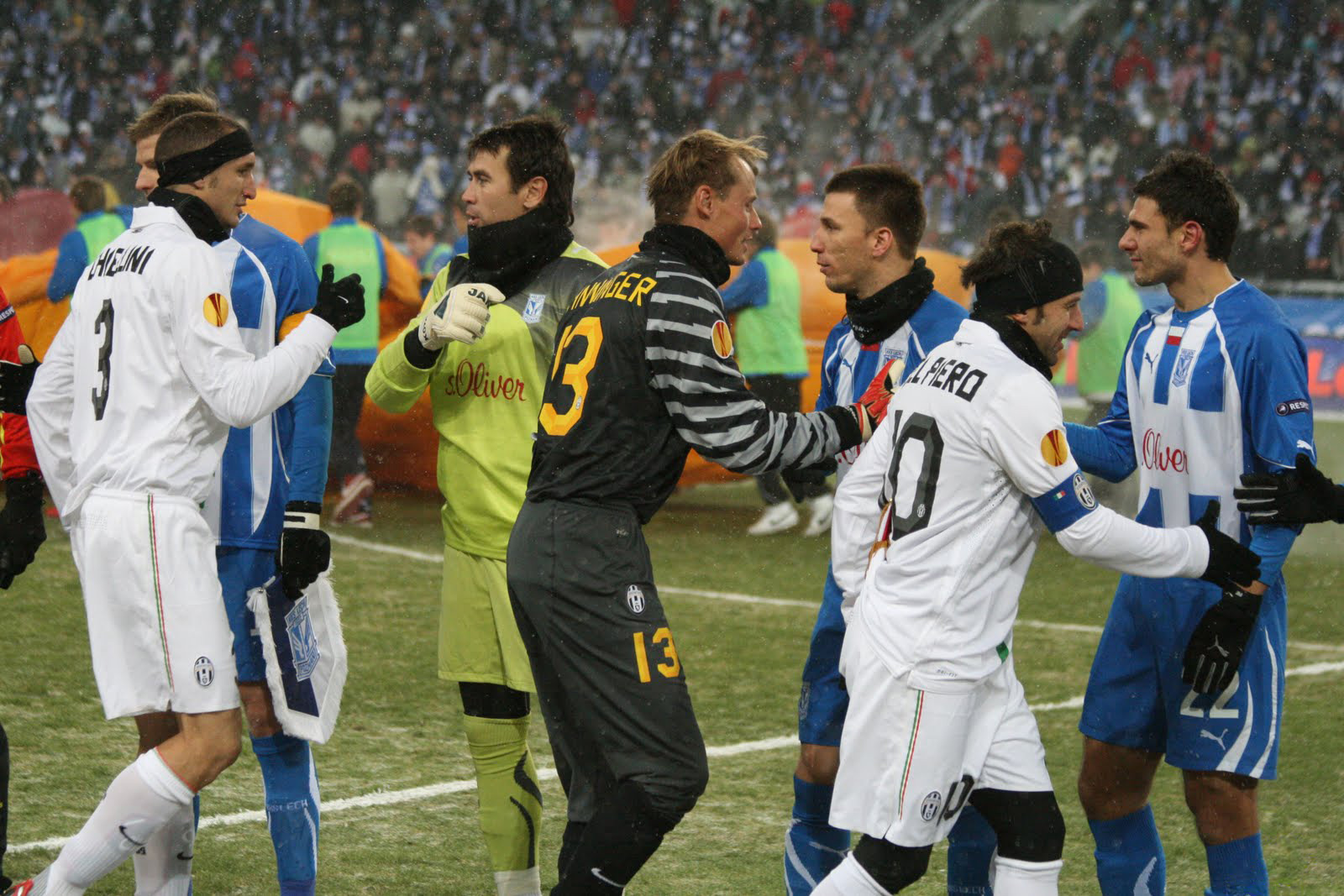
Da sinistra, in primo piano: i bianconeri Chiellini, Manninger e Del Piero salutano gli avversari del prima della trasferta di UEFA Europa League 2010-2011.

All'inizio della stagione seguente, il 13 agosto 2008, realizza il suo primo gol nelle competizioni continentali, durante la gara di andata del terzo turno preliminare di UEFA Champions League contro l'Artmedia Petržalka di Bratislava, conclusasi 4-0 per i bianconeri. In campionato, dopo il terzo posto dell'anno precedente, i torinesi migliorano il proprio piazzamento classificandosi secondi alle spalle dell'Inter.
Il biennio successivo risulta deludente per la Juventus, che per due volte consecutive non va al di là del settimo posto in campionato, piazzamento che nella stagione 2010-11 costa altresì la mancata qualificazione alle coppe europee; questi anni, tuttavia, si rivelano importanti per Chiellini sul piano personale poiché matura e consolida la sua leadership all'interno dello spogliatoio bianconero, immediatamente alle spalle delle bandiere Alessandro Del Piero e Gianluigi Buffon.

###### Le stagioni dei record (2011-2020)
(Alessandro Del Piero, 2018)

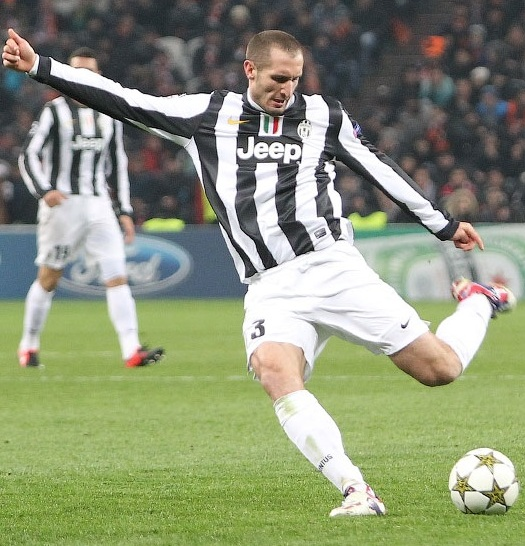
Chiellini al tiro nella sfida di UEFA Champions League 2012-2013 sul campo dello

Nella stagione 2011-12 il nuovo allenatore bianconero Antonio Conte parte dal modulo 4-2-4, schierando Chiellini in un primo momento centrale, in seguito terzino sinistro. Sul finire del 2011 viene varata la difesa a tre, con il livornese impiegato a fianco del «regista arretrato» Leonardo Bonucci. Il ciclo aperto dal tecnico leccese è vincente, e la Juventus conquista tre scudetti consecutivi – comprensivi dell'imbattibitilità assoluta (38 partite) nel campionato 2011-12, e del record di punti (102) in quello del 2013-14 –, oltre a due Supercoppe di Lega.
La Juventus non patisce il sopraggiunto addìo di Conte nell'estate 2014 e, guidata da Massimiliano Allegri, centra nella stagione 2014-15 il double nazionale, il terzo assoluto nella storia bianconera: per il difensore, oltre al quarto scudetto di fila, arriva anche la prima Coppa Italia, vinta in finale contro la Lazio ai tempi supplementari, in una partita in cui Chiellini trova anche il gol del momentaneo 1-1, e per la prima volta solleva un trofeo da capitano del club. Salta invece la finale di UEFA Champions League del 6 giugno 2015, persa contro il Barcellona, a causa di un infortunio muscolare.

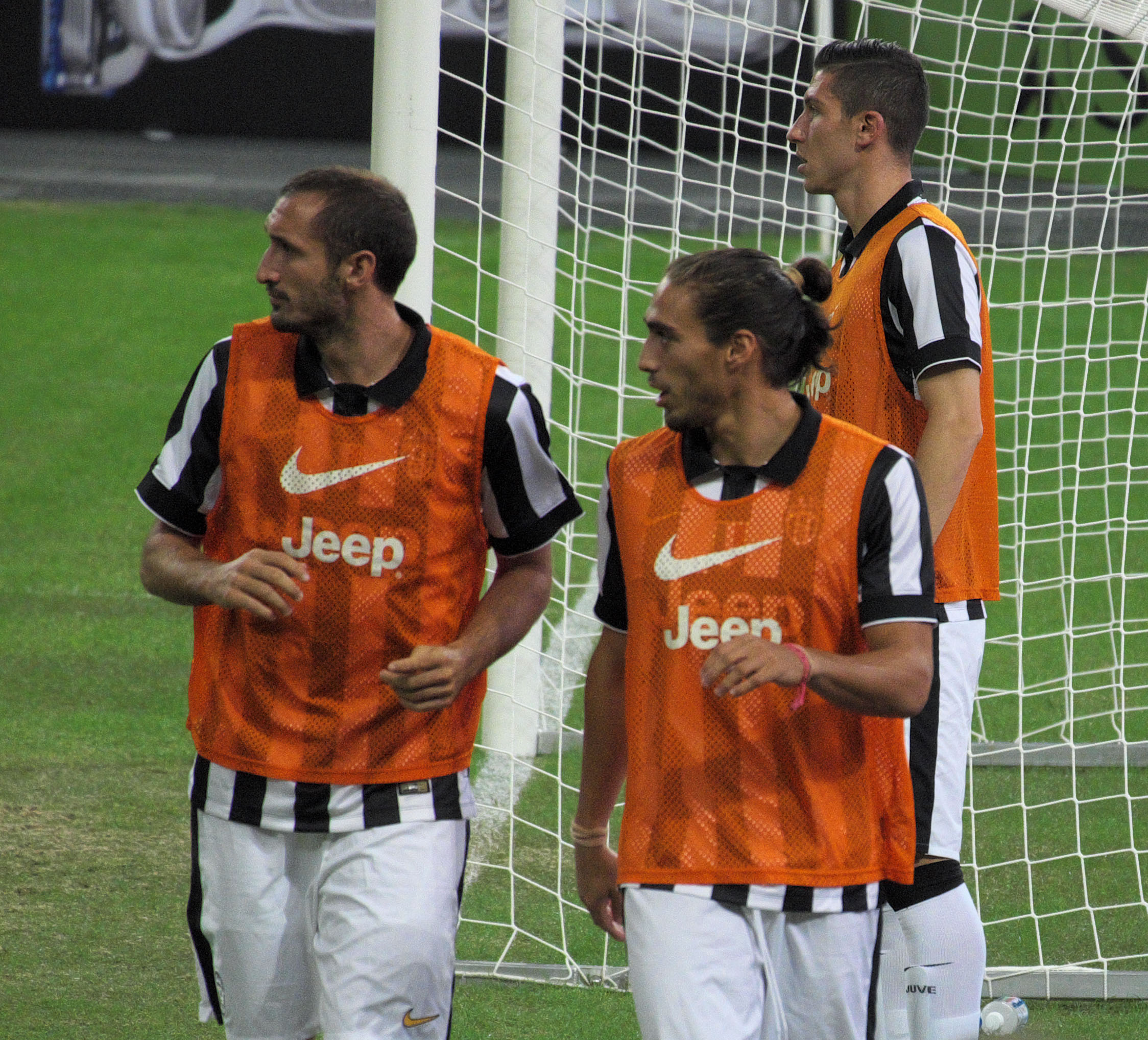
Da sinistra: Chiellini, Cáceres e Marrone a Singapore nell'estate 2014 per un'amichevole precampionato contro una selezione locale.

Nell'annata successiva, pur caratterizzata sul piano personale da molti infortuni, Chiellini vince il suo quinto scudetto consecutivo, segnando l'unica rete stagionale nell'ultima giornata di campionato contro la Sampdoria, e la seconda Coppa Italia, battendo in finale il Milan ai supplementari. La stagione 2016-17 lo vede mettere in bacheca la terza Coppa Italia consecutiva, in seguito alla vittoria per 2-0 sulla Lazio nella finale del 17 maggio 2017; quattro giorni dopo, con il successo interno 3-0 sul Crotone, arriva anche il sesto titolo italiano di fila, che consente a Chiellini e alla Juventus d'inanellare da una parte il terzo double nazionale di fila, e dall'altra, soprattutto, di battere dopo 82 anni il record della Juve del Quinquennio. Il 3 giugno scende in campo per la sua prima finale di UEFA Champions League, che vede i bianconeri sconfitti 1-4 dai detentori del Real Madrid. I successi si ripetono nell'annata 2017-18, in cui la Juventus fa suo il settimo scudetto consecutivo e annesso quarto double domestico di fila – quest'ultimo, nuovo primato nel calcio italiano.
Stante la partenza di Buffon, dalla stagione 2018-19 Chiellini diventa, dopo tredici anni di militanza, il nuovo capitano juventino. A riprova del sopraggiunto status nella storia del club, il 12 marzo 2019, in occasione del vittorioso retour match di Torino contro l'Atlético Madrid (3-0) valevole per gli ottavi di UEFA Champions League, entra nella top five dei più presenti in bianconero tagliando il traguardo delle 500 partite. Il successivo 20 aprile, grazie alla vittoria 2-1 nel match casalingo contro la Fiorentina, la Juventus conquista per l'ottava volta consecutiva lo scudetto, il primo per Chiellini con la fascia al braccio.

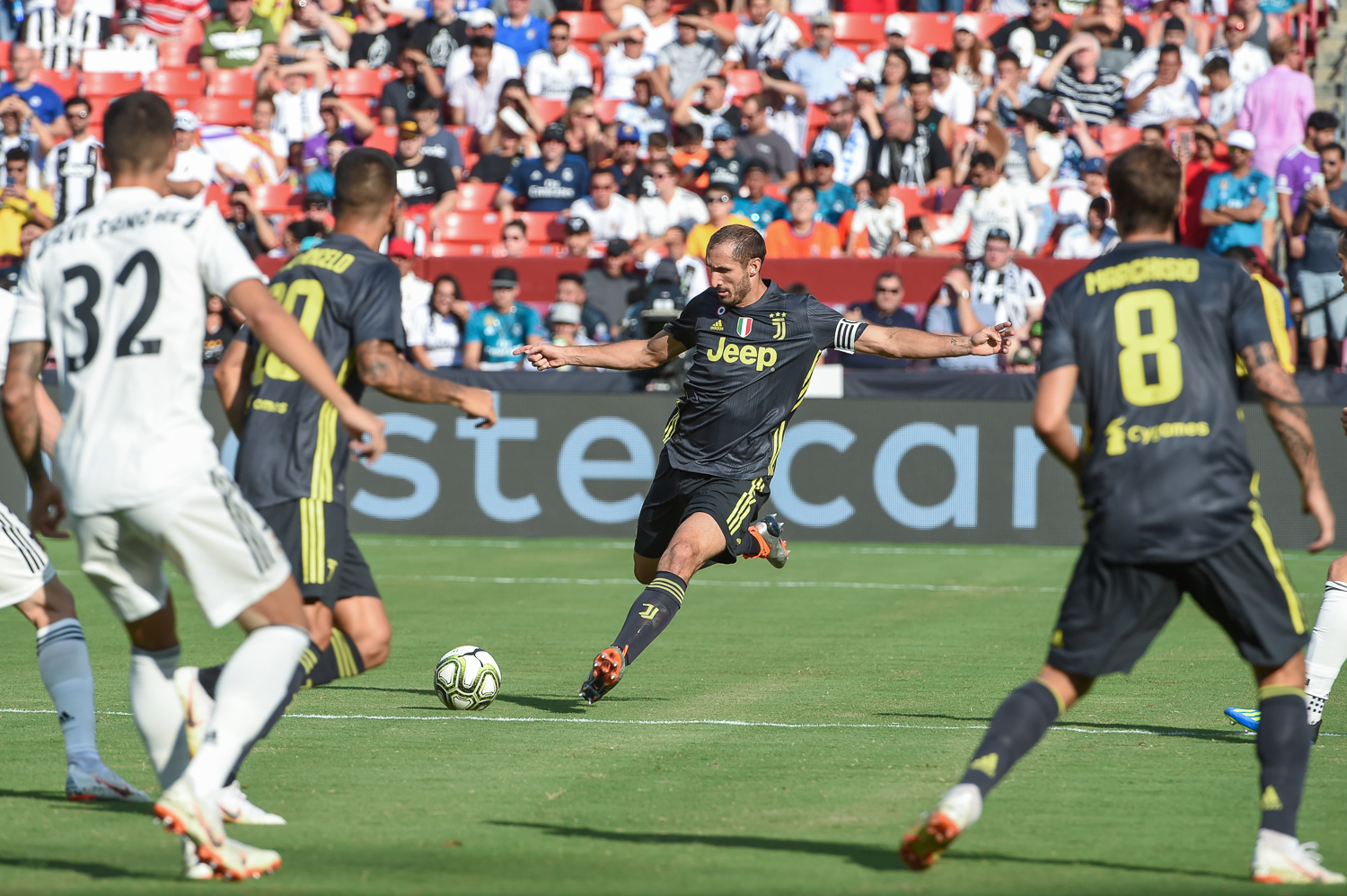
Chiellini in azione da capitano juventino nell'estate 2018 per l'International Champions Cup

Pare iniziare nel migliore dei modi l'annata 2019-20 quando, in avvio di campionato, il 24 agosto realizza il decisivo 1-0 che vale la vittoria sul terreno del Parma; tuttavia appena sei giorni più tardi, in allenamento si procura un serio infortunio al legamento crociato del ginocchio destro, che gli preclude anzitempo il prosieguo della stagione. Per tornare in campo deve attendere il 16 febbraio 2020, in occasione del successo casalingo contro il Brescia (2-0), subentrando al 78' al compagno di reparto Bonucci; tuttavia il successivo stop ai campionati dettato dalla sopraggiunta pandemia di COVID-19, e ulteriori ricadute fisiche, non aiutano Chiellini a tornare a pieno regime, permettendogli solo una manciata di presenze stagionali. Pur relegato forzatamente fuori dal campo, in quest'annata riesce comunque a dare il suo contributo alla causa bianconera da «capitano non giocatore», ruolo con cui coglie il nono scudetto consecutivo per il club juventino – record assoluto nella storia della Serie A – oltreché, a livello personale, divenendo il calciatore più titolato nel dominio domestico bianconero di questo decennio.

###### Gli ultimi anni (2020-2022)
La fine di un ciclo in casa juventina coincide con la parabola discendente di Chiellini, il quale, pur rimanendo il capitano della squadra, a conti fatti dalla stagione 2020-21 assume un ruolo sempre più marginale delle dinamiche dell'undici titolare, non riuscendo a ritrovare una continuità di rendimento: ciò soprattutto per l'avanzare dell'età, che lo rende sempre più soggetto a stop fisici, oltreché per la definitiva affermazione al centro della difesa bianconera del più giovane Matthijs de Ligt. Nel biennio seguente ha comunque modo di rimpolpare il proprio palmarès con la quinta Supercoppa italiana e la quinta Coppa Italia personale, gli ultimi trofei della sua carriera juventina, incamerati entrambi nel 2021.

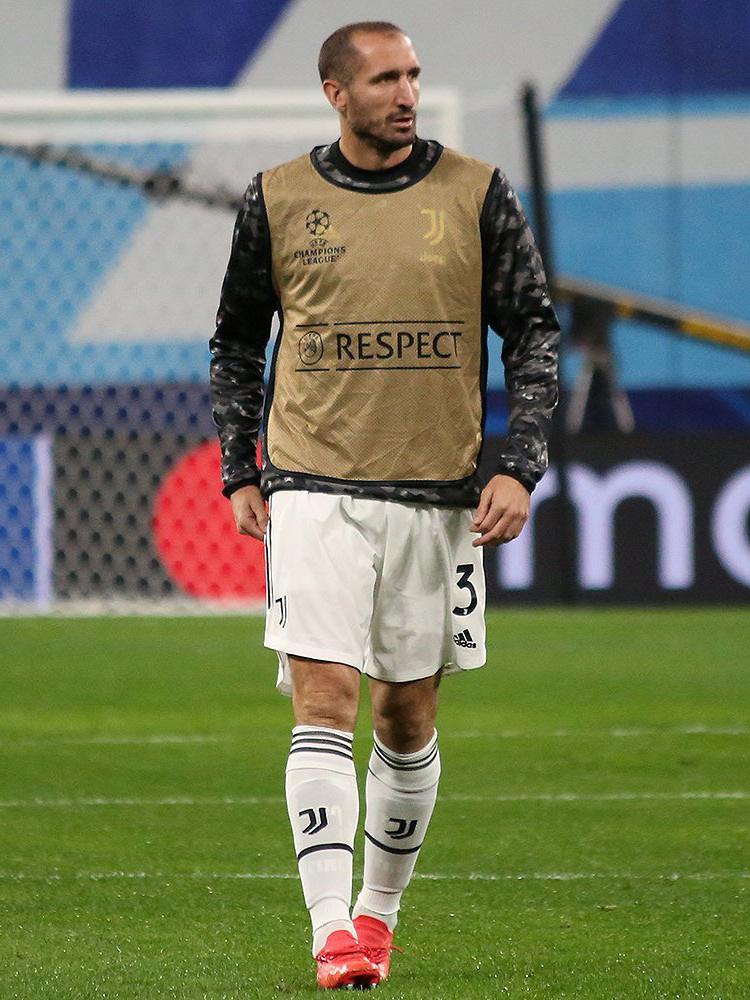
Chiellini in riscaldamento prepartita sul terreno dello in occasione della vittoriosa trasferta di UEFA Champions League 2021-2022

Il 20 marzo 2022, in concomitanza con la vittoria casalinga 2-0 in campionato contro la Salernitana, tocca le 552 presenze con la squadra torinese eguagliando così una leggenda juventina quale Gaetano Scirea; il successivo 3 aprile, in occasione della sconfitta interna 0-1 nel derby d'Italia contro l'Inter, supera definitivamente Scirea e si assesta al terzo posto tra i pluripresenti in maglia bianconera, dietro solamente a Buffon e al primatista assoluto Del Piero. Al termine dell'ultima gara di livello giocata, la finale di Coppa Italia 2021-2022 persa 2-4 ai supplementari ancora contro l'Inter, e dando seguito a quanto già similmente dichiarato per la nazionale nelle settimane precedenti, Chiellini ufficializza l'addio anche alla Juventus al termine della stagione, dopo 17 anni di militanza sotto alla Mole.

##### Los Angeles FC e ritiro
Una volta risolto il contratto che ancora lo legava alla Juventus, nel giugno 2022 lascia il calcio italiano e si trasferisce in California per militare nel Los Angeles FC, squadra della Major League Soccer (MLS). Debutta in maglia oronera il successivo 17 luglio, scendendo in campo da titolare nella vittoria esterna 2-1 sul Nashville; pur se arrivato in Nordamerica a campionato iniziato, ha modo di dare il suo contributo al primato losangelino in stagione regolare, che vale la vittoria del MLS Supporters' Shield. Nei successivi play-off per l'assegnazione del titolo, partecipa dapprima all'affermazione oronera in Western Conference e poi alla vittoria della MLS Cup, la prima nella storia del club, arrivata in finale contro i campioni della Eastern Conference, il Philadelphia Union, ai tiri di rigore.
Nella stagione seguente realizza il suo primo gol in MLS, il 4 marzo 2023, aprendo le marcature nel successo interno 3-2 sui Portland Timbers. Il successivo 4 giugno, gioca la finale di ritorno della CONCACAF Champions League, persa nel doppio confronto coi messicani del León. Al termine della regular season contribuisce al raggiungimento della seconda finale di MLS Cup consecutiva da parte del club californiano, stavolta persa a favore dei Columbus Crew.
Il 12 dicembre 2023, tre giorni dopo aver disputato il suo ultimo incontro ufficiale, Chiellini annuncia l'addio al calcio giocato all'età di 39 anni.

#### Nazionale

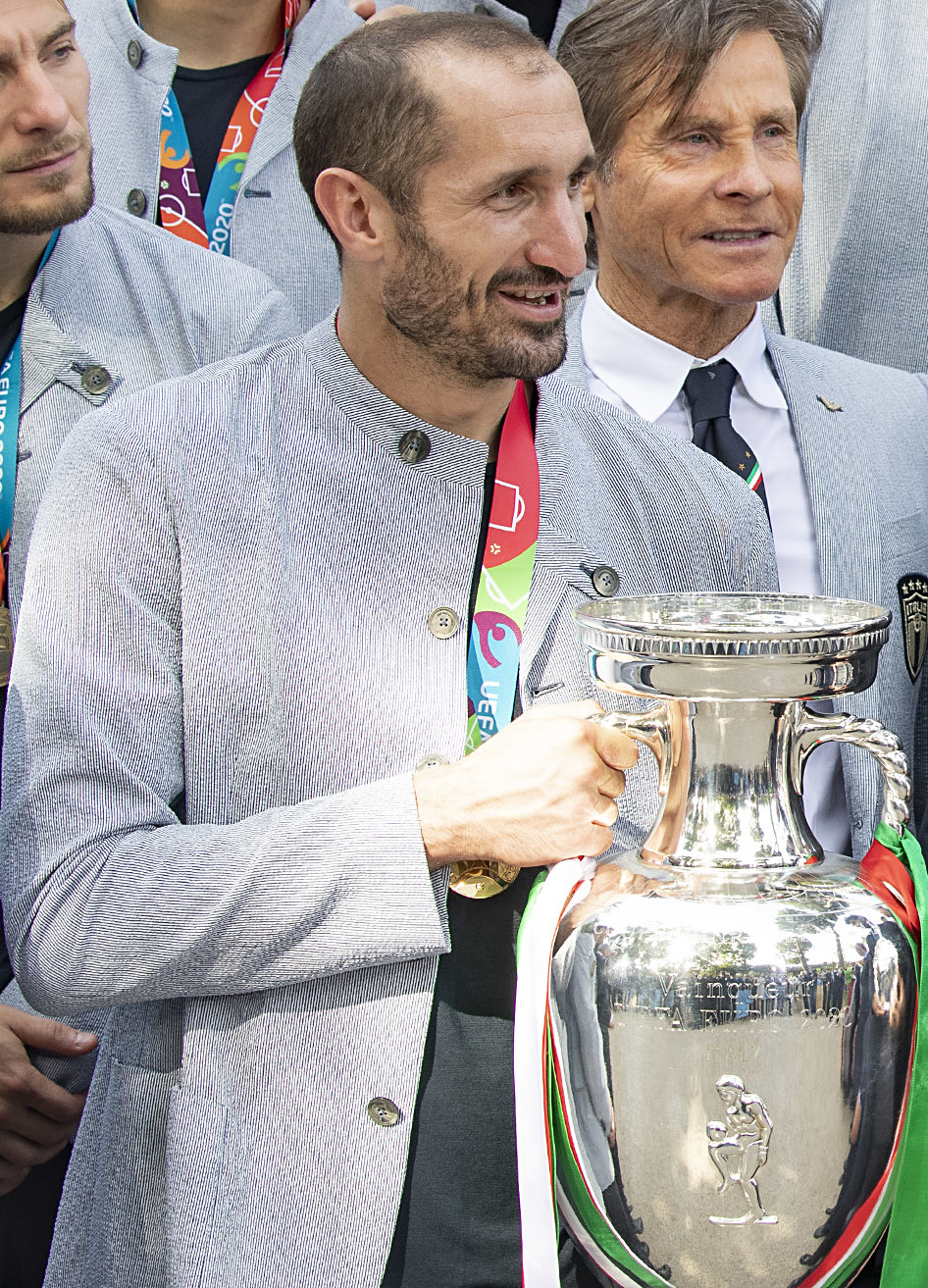
Chiellini stringe in mano la Coppa Henri Delaunay al termine di Euro 2020

##### Nazionali giovanili
Ha giocato in tutte le nazionali giovanili italiane, trionfando con l'Under-19 all'europeo di categoria del 2003 disputato in Liechtenstein. L'anno successivo, con la maglia della nazionale olimpica vince la medaglia di bronzo al torneo di Atene 2004, collezionando 2 presenze a partita in corso. Con l'Italia under 21 prende successivamente parte agli europei di categoria del 2006 e del 2007, in quest'ultimo caso indossando la fascia di capitano, segnando 2 reti e venendo inserito dall'UEFA nel Dream Team dell'edizione. Proprio nel 2007 si esaurisce l'esperienza con gli azzurrini, con un bilancio di 26 presenze e 6 gol.

##### Nazionale maggiore

###### Gli inizi (2004-2010)

Chiellini (a sinistra) all'esordio in nazionale maggiore, il 17 novembre 2004 a Messina contro la.

Il 17 novembre 2004, a 20 anni, esordisce in nazionale maggiore con il selezionatore Marcello Lippi, subentrando nel secondo tempo della vittoriosa amichevole di Messina contro la Finlandia (1-0). Nei mesi successivi Lippi gli concede altre quattro presenze tra cui, il 26 marzo 2005, la partita valida per le qualificazioni UEFA al campionato del mondo 2006 e vinta per 2-0 contro la Scozia a Milano, in cui scende in campo per la prima volta da titolare. Nel successivo biennio, ancora impegnato in primis con l'Under-21, il difensore rimane ai margini della nazionale maggiore, non rientrando tra i convocati per il vittorioso mondiale tedesco e pagando oltremodo quanto a visibilità la stagione 2006-07 trascorsa in Serie B. Tornato in pianta stabile nel giro azzurro dall'annata successiva, il 21 novembre 2007 realizza il suo primo gol in nazionale, nel successo di Modena contro le Fær Øer (3-1) valevole per le qualificazioni al campionato d'Europa 2008.
Nell'estate 2008 è tra i 23 convocati del commissario tecnico Roberto Donadoni per la fase finale dell'europeo in Austria e Svizzera. Il primo giorno di allenamento nel ritiro, causa involontariamente l'infortunio che impedisce al capitano Fabio Cannavaro di prendere parte la manifestazione. A partire dalla seconda partita del girone, Italia-Romania (1-1) del 13 giugno 2008, viene schierato come difensore centrale in coppia con Christian Panucci; disputa anche le seguenti gare contro la Francia e, ai quarti di finale, contro la Spagna che elimina la nazionale azzurra ai tiri di rigore.

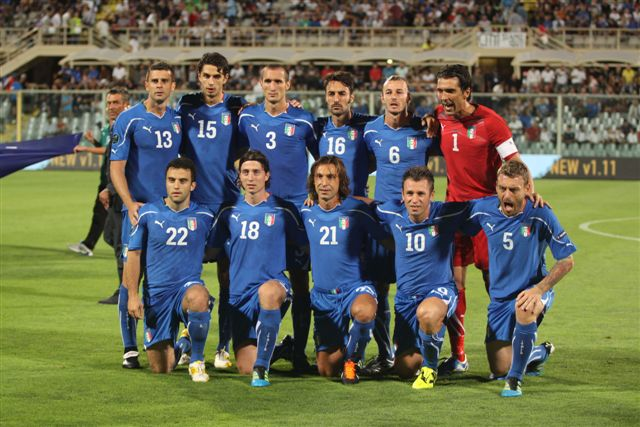
Chiellini (n. 3) in maglia azzurra nel 2011 per le qualificazioni al

Sin dall'inizio delle qualificazioni UEFA al campionato del mondo 2010, il rientrante Lippi lo conferma come difensore centrale titolare al fianco di Cannavaro. Nel 2009 prende parte alla Confederations Cup dove l'Italia viene eliminata al primo turno. L'anno dopo viene convocato per la fase finale del mondiale in Sudafrica, dove gioca titolare nelle tre partite disputate dall'Italia che viene eliminata al primo turno.

###### Senatoreazzurro (2010-2017)
All'indomani del mondiale sudafricano, ormai divenuto tra i senatori del gruppo azzurro nonostante l'ancora giovane età, viene confermato nella retroguardia italiana dal nuovo selezionatore Cesare Prandelli, pur con qualche mugugno per via del saltuario impiego come terzino nel corso delle qualificazioni al campionato d'Europa 2012. Nell'estate 2012 prende parte alla fase finale dell'europeo in Polonia e Ucraina, nel corso del quale, tuttavia, il 18 giugno s'infortuna nella terza partita del girone contro l'Irlanda; riesce a recuperare in tempi-record, rientrando appena dieci giorni dopo, in tempo per la classica contro la Germania che vale la semifinale, vinta per 2-1. Nella finale di Kiev, in cui scende in campo nonostante una condizione ancora precaria, da un suo errore nasce il vantaggio della Spagna in una gara che l'Italia perderà nettamente (4-0); nella circostanza Chiellini dovrà lasciare il campo già nel primo tempo, per lo stesso problema muscolare accusato nelle precedenti partite.
Il 14 novembre 2012, in occasione dell'amichevole persa per 2-1 in casa contro la Francia, veste per la prima volta la fascia di capitano degli azzurri dal primo minuto. Viene confermato da Prandelli nella rosa che parteciperà alla Confederations Cup 2013, dove gioca tutte e cinque le partite della nazionale, segnando una rete contro i padroni di casa del Brasile nella terza partita del girone. A fine competizione vince con l'Italia la medaglia di bronzo, dopo il successo ai rigori contro l'Uruguay.

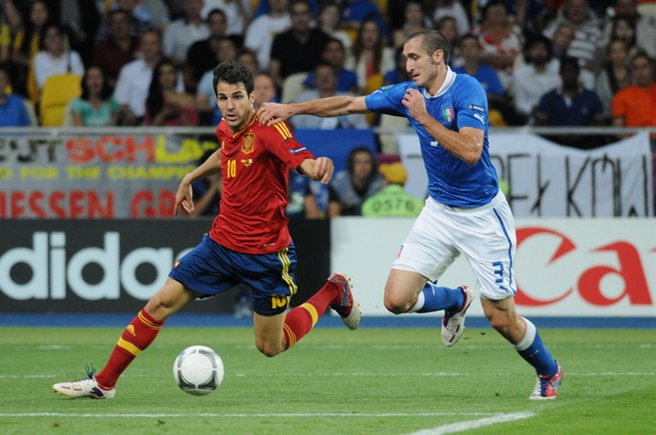
Chiellini (a destra) alle prese con lo spagnolo Fàbregas durante la finale di Euro 2012

Il successivo 10 settembre va a segno a Torino contro la Rep. Ceca nella partita valida per le qualificazioni UEFA al campionato del mondo 2014, siglando il momentaneo pareggio in una sfida poi terminata 2-1 in favore degli azzurri: questo gol, unito al raddoppio siglato da Mario Balotelli su calcio di rigore, permette all'Italia di raggiungere la qualificazione aritmetica. Ormai tra i punti fermi – assieme ai colleghi di reparto Buffon, Barzagli e Bonucci, e agli altri compagni di squadra Marchisio e Pirlo – della cosiddetta Ital-Juve dei primi anni 2010, il 1º giugno 2014 è confermato tra i 23 selezionati per la fase finale del mondiale in Brasile. Il 24 dello stesso mese, durante l'incontro con l'Uruguay vinto dai sudamericani per 1-0, che peraltro sancisce l'eliminazione azzurra al primo turno, Chiellini è suo malgrado vittima di un singolare infortunio di gioco, un morso da parte di Luis Suárez, che ottiene risonanza internazionale.
Nonostante nel post-eliminazione venga indicato dai media, per ragioni anagrafiche, tra i destinati a dare l'addìo alla nazionale, nelle settimane seguenti Chiellini viene confermato in azzurro dal nuovo selezionatore Antonio Conte. Il 10 ottobre 2014, nella gara contro l'Azerbaigian valida per le qualificazioni al campionato d'Europa 2016, realizza una doppietta che vale il successo azzurro 2-1; un exploit che gli permette di rimediare all'autorete del momentaneo pareggio azero. Convocato per la fase finale dell'europeo in Francia, va in gol nell'incontro degli ottavi contro la Spagna campione uscente, aprendo le marcature nel 2-0 per gli azzurri; il cammino italiano nella manifestazione si conclude al turno successivo, dove la nazionale è eliminata ai rigori dalla Germania campione del mondo in carica.

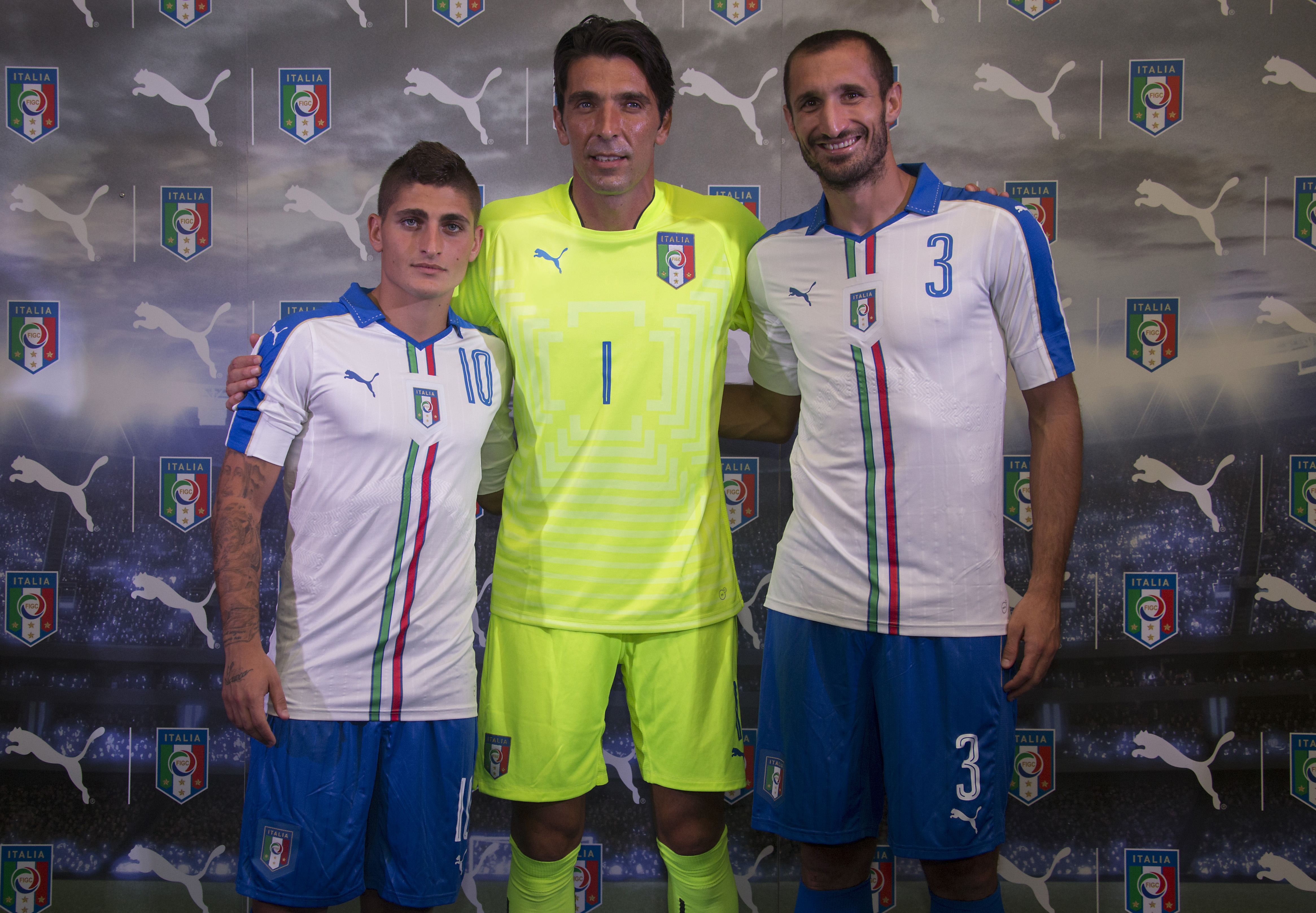
Da sinistra: Verratti, Buffon e Chiellini, testimonial Puma, alla presentazione delle divise azzurre per il biennio 2015-2016.

Mantiene il posto da titolare anche sotto la successiva gestione tecnica di Gian Piero Ventura, con il quale disputa 6 partite delle qualificazioni UEFA al campionato del mondo 2018, compreso il doppio play-off disputato a novembre 2017 contro la Svezia che, sovvertendo i pronostici della vigilia, elimina l'Italia, a 60 anni dal fin lì unico precedente.

###### Gli anni da capitano (2018-2022)
Dopo avere riflettuto nei mesi seguenti sull'opportunità di lasciare la nazionale, con l'avvio del successivo ciclo del selezionatore Roberto Mancini torna sui suoi passi e, nella circostanza, proprio Chiellini succede a Gianluigi Buffon quale capitano azzurro: è lui a indossare la fascia nel settembre 2018, in occasione del debutto dell'Italia nella neonata UEFA Nations League. Proprio in questa competizione, in occasione della partita del 17 novembre 2018 a San Siro contro il Portogallo (0-0), a 14 anni dal suo debutto in nazionale maggiore, raggiunge le 100 presenze in azzurro, settimo giocatore a toccare tale traguardo.

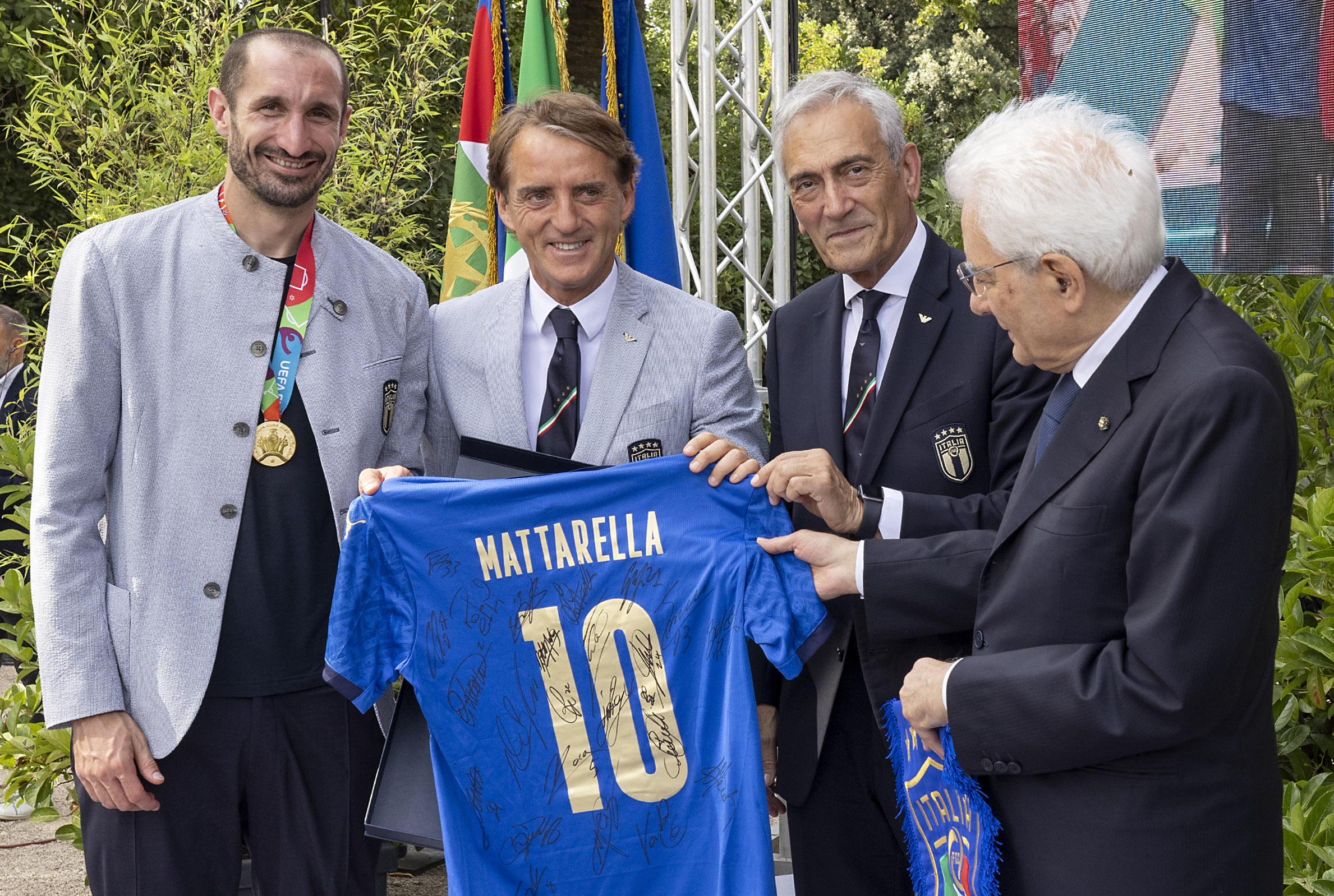
Da sinistra: il capitano azzurro Chiellini, il selezionatore Mancini e il presidente federale Gravina ricevuti nell'estate 2021 ai giardini del Palazzo del Quirinale dal presidente della Repubblica, Mattarella, dopo la vittoria al.

Nel 2021 viene selezionato da Mancini per la fase finale del campionato d'Europa 2020, posticipata di un anno a causa della pandemia di COVID-19: è il quarto europeo della carriera per Chiellini, il quale va ad eguagliare Buffon e Alessandro Del Piero per numero di partecipazioni azzurre alla rassegna continentale. In occasione della vittoriosa gara inaugurale dell'11 giugno a Roma contro la Turchia (3-0), a 36 anni e 301 giorni diventa il più vecchio giocatore azzurro, limitatamente a quelli di movimento, a scendere in campo in una fase finale di europei e mondiali; migliora ulteriormente il record il successivo 11 luglio quando scende in campo, a 36 e 331 giorni, nella finale contro i padroni di casa dell'Inghilterra. Pur essendo reduce da una stagione travagliata sul piano fisico, Chiellini si presenta all'appuntamento continentale in buone condizioni e, nonostante l'età e un infortunio muscolare occorsogli nella seconda gara del girone, assurge tra i protagonisti del vittorioso cammino italiano nella manifestazione: si ripropone ad alti livelli nell'ormai collaudata coppia centrale con Bonucci e, a livello personale, è degno di nota il vittorioso duello con l'attaccante belga Romelu Lukaku nei quarti di finale; al termine della finale di Wembley vinta ai tiri di rigore, solleva da capitano la seconda Coppa Henri Delaunay della storia azzurra.
Il successivo 30 settembre viene inserito tra i 23 convocati per la fase finale della UEFA Nations League 2020-2021, ospitata proprio dall'Italia e chiusa dai padroni di casa al terzo posto. Convocato per il turno di spareggio delle qualificazioni UEFA al campionato del mondo 2022, il 24 marzo dello stesso anno gioca i minuti finali della sconfitta contro la Macedonia del Nord (0-1) che costa all'Italia la seconda eliminazione consecutiva. Cinque giorni dopo viene schierato titolare nell'amichevole vinta per 3-2 a Konya contro la Turchia, entrando nella top five azzurra di sempre quanto a militanza. Nelle settimane seguenti esplicita l'imminente intenzione di svestire dopo diciotto anni la maglia azzurra: gioca la sua ultima gara con la nazionale il 1º giugno 2022 a Wembley, in occasione della finalissima della Coppa dei Campioni CONMEBOL-UEFA persa 0-3 contro i campioni del Sudamerica dell'Argentina. Conclude la sua esperienza azzurra a quota 117 presenze, eguagliando Daniele De Rossi al quarto posto assoluto – entrambi verranno superati da Bonucci negli anni seguenti.

### Dopo il ritiro
Al di fuori del calcio giocato, nel 2022, ancor prima di ritirarsi, Chiellini era diventato opinionista per Sky Italia. In occasione del campionato d'Europa 2024, è opinionista per l'emittente statunitense Fox Sports.
Dopo il ritiro dall'agonismo, nell'immediato Chiellini rimane nei ranghi del Los Angeles FC dove, nel primo semestre del 2024, ricopre il ruolo di player development coach nello staff tecnico di Steve Cherundolo. Dallo stesso anno investe nel fondo Mercury/13, coinvolto nello sviluppo del calcio femminile professionistico in Europa nonché proprietario del Como.
Il 15 settembre 2024 fa ritorno alla Juventus, entrando nell'organigramma dirigenziale con il compito di rappresentare il club nelle relazioni con le istituzioni calcistiche nazionali e internazionali; in tal senso, il successivo 3 dicembre entra a far parte per conto dell'Associazione dei club europei, insieme ad André Villas-Boas e Niclas Carlnén, nel Comitato per le competizioni per club UEFA. Il 4 giugno 2025 viene nominato Director of Football Strategy del club, a riporto del direttore generale Damien Comolli.
A questo ruolo, dall'8 luglio 2025 affianca quello di co-proprietario del Los Angeles FC.

## Statistiche

### Presenze e reti nei club
Statistiche aggiornate al 9 dicembre 2023.
| Stagione              | Squadra               | Campionato            | Campionato | Campionato | Coppe nazionali | Coppe nazionali | Coppe nazionali | Coppe continentali | Coppe continentali | Coppe continentali | Altre coppe | Altre coppe | Altre coppe | Totale | Totale |
| Stagione              | Squadra               | Comp                  | Pres       | Reti       | Comp            | Pres            | Reti            | Comp               | Pres               | Reti               | Comp        | Pres        | Reti        | Pres   | Reti   |
| --------------------- | --------------------- | --------------------- | ---------- | ---------- | --------------- | --------------- | --------------- | ------------------ | ------------------ | ------------------ | ----------- | ----------- | ----------- | ------ | ------ |
| 2000-2001             | Livorno               | C1                    | 3          | 0          | CI-C            | 1               | 0               | -                  | -                  | -                  | -           | -           | -           | 4      | 0      |
| 2001-2002             | Livorno               | C1                    | 5          | 0          | CI+CI-C         | 3+5             | 0               | -                  | -                  | -                  | SL-C1       | 2           | 0           | 15     | 0      |
| 2002-2003             | Livorno               | B                     | 6          | 0          | CI              | 1               | 0               | -                  | -                  | -                  | -           | -           | -           | 7      | 0      |
| 2003-2004             | Livorno               | B                     | 41         | 4          | CI              | 1               | 0               | -                  | -                  | -                  | -           | -           | -           | 42     | 4      |
| Totale Livorno        | Totale Livorno        | Totale Livorno        | 55         | 4          |                 | 11              | 0               |                    | -                  | -                  |             | 2           | 0           | 68     | 4      |
| 2004-2005             | Fiorentina            | A                     | 37         | 3          | CI              | 5               | 0               | -                  | -                  | -                  | -           | -           | -           | 42     | 3      |
| 2005-2006             | Juventus              | A                     | 17         | 0          | CI              | 0               | 0               | UCL                | 6                  | 0                  | SI          | -           | -           | 23     | 0      |
| 2006-2007             | Juventus              | B                     | 32         | 3          | CI              | 3               | 1               | -                  | -                  | -                  | -           | -           | -           | 35     | 4      |
| 2007-2008             | Juventus              | A                     | 30         | 3          | CI              | 2               | 0               | -                  | -                  | -                  | -           | -           | -           | 32     | 3      |
| 2008-2009             | Juventus              | A                     | 27         | 4          | CI              | 1               | 0               | UCL                | 8                  | 1                  | -           | -           | -           | 36     | 5      |
| 2009-2010             | Juventus              | A                     | 32         | 4          | CI              | 2               | 0               | UCL+UEL            | 4+2                | 1+0                | -           | -           | -           | 40     | 5      |
| 2010-2011             | Juventus              | A                     | 32         | 2          | CI              | 2               | 0               | UEL                | 9                  | 2                  | -           | -           | -           | 43     | 4      |
| 2011-2012             | Juventus              | A                     | 34         | 2          | CI              | 3               | 0               | -                  | -                  | -                  | -           | -           | -           | 37     | 2      |
| 2012-2013             | Juventus              | A                     | 24         | 1          | CI              | 0               | 0               | UCL                | 8                  | 0                  | SI          | -           | -           | 32     | 1      |
| 2013-2014             | Juventus              | A                     | 31         | 3          | CI              | 1               | 0               | UCL+UEL            | 5+6                | 0                  | SI          | 1           | 1           | 44     | 4      |
| 2014-2015             | Juventus              | A                     | 28         | 0          | CI              | 4               | 1               | UCL                | 12                 | 0                  | SI          | 1           | 0           | 45     | 1      |
| 2015-2016             | Juventus              | A                     | 24         | 1          | CI              | 4               | 0               | UCL                | 6                  | 0                  | SI          | -           | -           | 34     | 1      |
| 2016-2017             | Juventus              | A                     | 21         | 2          | CI              | 2               | 0               | UCL                | 9                  | 1                  | SI          | 1           | 1           | 33     | 4      |
| 2017-2018             | Juventus              | A                     | 26         | 0          | CI              | 4               | 0               | UCL                | 7                  | 0                  | SI          | 1           | 0           | 38     | 0      |
| 2018-2019             | Juventus              | A                     | 25         | 1          | CI              | 2               | 0               | UCL                | 6                  | 0                  | SI          | 1           | 0           | 34     | 1      |
| 2019-2020             | Juventus              | A                     | 4          | 1          | CI              | 0               | 0               | UCL                | 0                  | 0                  | SI          | -           | -           | 4      | 1      |
| 2020-2021             | Juventus              | A                     | 17         | 0          | CI              | 4               | 0               | UCL                | 3                  | 0                  | SI          | 1           | 0           | 25     | 0      |
| 2021-2022             | Juventus              | A                     | 21         | 0          | CI              | 3               | 0               | UCL                | 1                  | 0                  | SI          | 1           | 0           | 26     | 0      |
| Totale Juventus       | Totale Juventus       | Totale Juventus       | 425        | 27         |                 | 37              | 2               |                    | 92                 | 5                  |             | 7           | 2           | 561    | 36     |
| lug.-dic. 2022        | Los Angeles FC        | MLS                   | 11+2       | 0+0        | USOC            | -               | -               | -                  | -                  | -                  | -           | -           | -           | 13     | 0      |
| 2023                  | Los Angeles FC        | MLS                   | 20+5       | 1+0        | USOC            | 0               | 0               | CCL                | 3                  | 0                  | LC+CC       | 3+1         | 0           | 32     | 1      |
| Totale Los Angeles FC | Totale Los Angeles FC | Totale Los Angeles FC | 31+7       | 1+0        |                 | 0               | 0               |                    | 3                  | 0                  |             | 4           | 0           | 45     | 1      |
| Totale carriera       | Totale carriera       | Totale carriera       | 555        | 35         |                 | 53              | 2               |                    | 95                 | 5                  |             | 13          | 2           | 716    | 44     |

### Cronologia presenze e reti in nazionale
| Cronologia completa delle presenze e delle reti in nazionale ― Italia | Cronologia completa delle presenze e delle reti in nazionale ― Italia | Cronologia completa delle presenze e delle reti in nazionale ― Italia | Cronologia completa delle presenze e delle reti in nazionale ― Italia | Cronologia completa delle presenze e delle reti in nazionale ― Italia | Cronologia completa delle presenze e delle reti in nazionale ― Italia | Cronologia completa delle presenze e delle reti in nazionale ― Italia | Cronologia completa delle presenze e delle reti in nazionale ― Italia |
| Data                                                                  | Città                                                                 | In casa                                                               | Risultato                                                             | Ospiti                                                                | Competizione                                                          | Reti                                                                  | Note                                                                  |
| --------------------------------------------------------------------- | --------------------------------------------------------------------- | --------------------------------------------------------------------- | --------------------------------------------------------------------- | --------------------------------------------------------------------- | --------------------------------------------------------------------- | --------------------------------------------------------------------- | --------------------------------------------------------------------- |
| 17-11-2004                                                            | Messina                                                               | Italia                                                                | 1 – 0                                                                 | Finlandia                                                             | Amichevole                                                            | -                                                                     | 46’ 54’                                                               |
| 9-2-2005                                                              | Cagliari                                                              | Italia                                                                | 2 – 0                                                                 | Russia                                                                | Amichevole                                                            | -                                                                     | 68’                                                                   |
| 26-3-2005                                                             | Milano                                                                | Italia                                                                | 2 – 0                                                                 | Scozia                                                                | Qual. Mondiali 2006                                                   | -                                                                     |                                                                       |
| 8-6-2005                                                              | Toronto                                                               | Italia                                                                | 1 – 1                                                                 | Serbia e Montenegro                                                   | Amichevole                                                            | -                                                                     | 64’                                                                   |
| 11-6-2005                                                             | New York                                                              | Italia                                                                | 1 – 1                                                                 | Ecuador                                                               | Amichevole                                                            | -                                                                     | 67’                                                                   |
| 16-8-2006                                                             | Livorno                                                               | Italia                                                                | 0 – 2                                                                 | Croazia                                                               | Amichevole                                                            | -                                                                     | 75’                                                                   |
| 17-10-2007                                                            | Siena                                                                 | Italia                                                                | 2 – 0                                                                 | Sudafrica                                                             | Amichevole                                                            | -                                                                     |                                                                       |
| 17-11-2007                                                            | Glasgow                                                               | Scozia                                                                | 1 – 2                                                                 | Italia                                                                | Qual. Euro 2008                                                       | -                                                                     | 83’                                                                   |
| 21-11-2007                                                            | Modena                                                                | Italia                                                                | 3 – 1                                                                 | Fær Øer                                                               | Qual. Euro 2008                                                       | 1                                                                     |                                                                       |
| 30-5-2008                                                             | Firenze                                                               | Italia                                                                | 3 – 1                                                                 | Belgio                                                                | Amichevole                                                            | -                                                                     | 46’                                                                   |
| 13-6-2008                                                             | Zurigo                                                                | Italia                                                                | 1 – 1                                                                 | Romania                                                               | Euro 2008 - 1º turno                                                  | -                                                                     |                                                                       |
| 17-6-2008                                                             | Zurigo                                                                | Francia                                                               | 0 – 2                                                                 | Italia                                                                | Euro 2008 - 1º turno                                                  | -                                                                     | 44’                                                                   |
| 22-6-2008                                                             | Vienna                                                                | Spagna                                                                | 0 – 0 dts (4 – 2 dtr)                                                 | Italia                                                                | Euro 2008 - Quarti di finale                                          | -                                                                     |                                                                       |
| 11-10-2008                                                            | Sofia                                                                 | Bulgaria                                                              | 0 – 0                                                                 | Italia                                                                | Qual. Mondiali 2010                                                   | -                                                                     | 34’                                                                   |
| 15-10-2008                                                            | Lecce                                                                 | Italia                                                                | 2 – 1                                                                 | Montenegro                                                            | Qual. Mondiali 2010                                                   | -                                                                     |                                                                       |
| 19-11-2008                                                            | Atene                                                                 | Grecia                                                                | 1 – 1                                                                 | Italia                                                                | Amichevole                                                            | -                                                                     | 46’                                                                   |
| 28-3-2009                                                             | Podgorica                                                             | Montenegro                                                            | 0 – 2                                                                 | Italia                                                                | Qual. Mondiali 2010                                                   | -                                                                     |                                                                       |
| 1-4-2009                                                              | Bari                                                                  | Italia                                                                | 1 – 1                                                                 | Irlanda                                                               | Qual. Mondiali 2010                                                   | -                                                                     |                                                                       |
| 15-6-2009                                                             | Pretoria                                                              | Stati Uniti                                                           | 1 – 3                                                                 | Italia                                                                | Conf. Cup 2009 - 1º turno                                             | -                                                                     |                                                                       |
| 18-6-2009                                                             | Johannesburg                                                          | Egitto                                                                | 1 – 0                                                                 | Italia                                                                | Conf. Cup 2009 - 1º turno                                             | -                                                                     |                                                                       |
| 21-6-2009                                                             | Pretoria                                                              | Italia                                                                | 0 – 3                                                                 | Brasile                                                               | Conf. Cup 2009 - 1º turno                                             | -                                                                     | 49’                                                                   |
| 12-8-2009                                                             | Basilea                                                               | Svizzera                                                              | 0 – 0                                                                 | Italia                                                                | Amichevole                                                            | -                                                                     |                                                                       |
| 5-9-2009                                                              | Tbilisi                                                               | Georgia                                                               | 0 – 2                                                                 | Italia                                                                | Qual. Mondiali 2010                                                   | -                                                                     |                                                                       |
| 9-9-2009                                                              | Torino                                                                | Italia                                                                | 2 – 0                                                                 | Bulgaria                                                              | Qual. Mondiali 2010                                                   | -                                                                     |                                                                       |
| 10-10-2009                                                            | Dublino                                                               | Irlanda                                                               | 2 – 2                                                                 | Italia                                                                | Qual. Mondiali 2010                                                   | -                                                                     |                                                                       |
| 14-11-2009                                                            | Pescara                                                               | Italia                                                                | 0 – 0                                                                 | Paesi Bassi                                                           | Amichevole                                                            | -                                                                     |                                                                       |
| 18-11-2009                                                            | Cesena                                                                | Italia                                                                | 1 – 0                                                                 | Svezia                                                                | Amichevole                                                            | 1                                                                     | 88’                                                                   |
| 3-3-2010                                                              | Monaco                                                                | Italia                                                                | 0 – 0                                                                 | Camerun                                                               | Amichevole                                                            | -                                                                     | 21’                                                                   |
| 5-6-2010                                                              | Ginevra                                                               | Svizzera                                                              | 1 – 1                                                                 | Italia                                                                | Amichevole                                                            | -                                                                     | 89’                                                                   |
| 14-6-2010                                                             | Città del Capo                                                        | Italia                                                                | 1 – 1                                                                 | Paraguay                                                              | Mondiali 2010 - 1º turno                                              | -                                                                     |                                                                       |
| 20-6-2010                                                             | Nelspruit                                                             | Italia                                                                | 1 – 1                                                                 | Nuova Zelanda                                                         | Mondiali 2010 - 1º turno                                              | -                                                                     |                                                                       |
| 24-6-2010                                                             | Johannesburg                                                          | Slovacchia                                                            | 3 – 2                                                                 | Italia                                                                | Mondiali 2010 - 1º turno                                              | -                                                                     | 67’                                                                   |
| 10-8-2010                                                             | Londra                                                                | Italia                                                                | 0 – 1                                                                 | Costa d'Avorio                                                        | Amichevole                                                            | -                                                                     |                                                                       |
| 3-9-2010                                                              | Tallinn                                                               | Estonia                                                               | 1 – 2                                                                 | Italia                                                                | Qual. Euro 2012                                                       | -                                                                     |                                                                       |
| 7-9-2010                                                              | Firenze                                                               | Italia                                                                | 5 – 0                                                                 | Fær Øer                                                               | Qual. Euro 2012                                                       | -                                                                     |                                                                       |
| 8-10-2010                                                             | Belfast                                                               | Irlanda del Nord                                                      | 0 – 0                                                                 | Italia                                                                | Qual. Euro 2012                                                       | -                                                                     |                                                                       |
| 12-10-2010                                                            | Genova                                                                | Italia                                                                | 3 – 0 tav                                                             | Serbia                                                                | Qual. Euro 2012                                                       | -                                                                     |                                                                       |
| 9-2-2011                                                              | Dortmund                                                              | Germania                                                              | 1 – 1                                                                 | Italia                                                                | Amichevole                                                            | -                                                                     | 78’                                                                   |
| 25-3-2011                                                             | Lubiana                                                               | Slovenia                                                              | 0 – 1                                                                 | Italia                                                                | Qual. Euro 2012                                                       | -                                                                     |                                                                       |
| 29-3-2011                                                             | Kiev                                                                  | Ucraina                                                               | 0 – 2                                                                 | Italia                                                                | Amichevole                                                            | -                                                                     | 17’                                                                   |
| 3-6-2011                                                              | Modena                                                                | Italia                                                                | 3 – 0                                                                 | Estonia                                                               | Qual. Euro 2012                                                       | -                                                                     |                                                                       |
| 7-6-2011                                                              | Liegi                                                                 | Italia                                                                | 0 – 2                                                                 | Irlanda                                                               | Amichevole                                                            | -                                                                     |                                                                       |
| 10-8-2011                                                             | Bari                                                                  | Italia                                                                | 2 – 1                                                                 | Spagna                                                                | Amichevole                                                            | -                                                                     | 67’                                                                   |
| 2-9-2011                                                              | Tórshavn                                                              | Fær Øer                                                               | 0 – 1                                                                 | Italia                                                                | Qual. Euro 2012                                                       | -                                                                     |                                                                       |
| 6-9-2011                                                              | Firenze                                                               | Italia                                                                | 1 – 0                                                                 | Slovenia                                                              | Qual. Euro 2012                                                       | -                                                                     |                                                                       |
| 7-10-2011                                                             | Belgrado                                                              | Serbia                                                                | 1 – 1                                                                 | Italia                                                                | Qual. Euro 2012                                                       | -                                                                     |                                                                       |
| 11-10-2011                                                            | Pescara                                                               | Italia                                                                | 3 – 0                                                                 | Irlanda del Nord                                                      | Qual. Euro 2012                                                       | -                                                                     |                                                                       |
| 11-11-2011                                                            | Breslavia                                                             | Polonia                                                               | 0 – 2                                                                 | Italia                                                                | Amichevole                                                            | -                                                                     |                                                                       |
| 15-11-2011                                                            | Roma                                                                  | Italia                                                                | 0 – 1                                                                 | Uruguay                                                               | Amichevole                                                            | -                                                                     | 90+5’                                                                 |
| 29-2-2012                                                             | Genova                                                                | Italia                                                                | 0 – 1                                                                 | Stati Uniti                                                           | Amichevole                                                            | -                                                                     | 46’ 66’                                                               |
| 10-6-2012                                                             | Danzica                                                               | Spagna                                                                | 1 – 1                                                                 | Italia                                                                | Euro 2012 - 1º turno                                                  | -                                                                     | 79’                                                                   |
| 14-6-2012                                                             | Poznań                                                                | Italia                                                                | 1 – 1                                                                 | Croazia                                                               | Euro 2012 - 1º turno                                                  | -                                                                     |                                                                       |
| 18-6-2012                                                             | Poznań                                                                | Italia                                                                | 2 – 0                                                                 | Irlanda                                                               | Euro 2012 - 1º turno                                                  | -                                                                     | 57’                                                                   |
| 28-6-2012                                                             | Varsavia                                                              | Germania                                                              | 1 – 2                                                                 | Italia                                                                | Euro 2012 - Semifinale                                                | -                                                                     |                                                                       |
| 1-7-2012                                                              | Kiev                                                                  | Spagna                                                                | 4 – 0                                                                 | Italia                                                                | Euro 2012 - Finale                                                    | -                                                                     | 21’                                                                   |
| 16-10-2012                                                            | Milano                                                                | Italia                                                                | 3 – 1                                                                 | Danimarca                                                             | Qual. Mondiali 2014                                                   | -                                                                     |                                                                       |
| 14-11-2012                                                            | Parma                                                                 | Italia                                                                | 1 – 2                                                                 | Francia                                                               | Amichevole                                                            | -                                                                     | Cap.                                                                  |
| 7-6-2013                                                              | Praga                                                                 | Rep. Ceca                                                             | 0 – 0                                                                 | Italia                                                                | Qual. Mondiali 2014                                                   | -                                                                     |                                                                       |
| 16-6-2013                                                             | Rio de Janeiro                                                        | Messico                                                               | 1 – 2                                                                 | Italia                                                                | Conf. Cup 2013 - 1º turno                                             | -                                                                     |                                                                       |
| 19-6-2013                                                             | Recife                                                                | Italia                                                                | 4 – 3                                                                 | Giappone                                                              | Conf. Cup 2013 - 1º turno                                             | -                                                                     |                                                                       |
| 22-6-2013                                                             | Salvador                                                              | Italia                                                                | 2 – 4                                                                 | Brasile                                                               | Conf. Cup 2013 - 1º turno                                             | 1                                                                     |                                                                       |
| 27-6-2013                                                             | Fortaleza                                                             | Spagna                                                                | 0 – 0 dts (7 – 6 dtr)                                                 | Italia                                                                | Conf. Cup 2013 - Semifinale                                           | -                                                                     |                                                                       |
| 30-6-2013                                                             | Salvador                                                              | Uruguay                                                               | 2 – 2 dts (2 – 3 dtr)                                                 | Italia                                                                | Conf. Cup 2013 - Finale 3º posto                                      | -                                                                     | 55’                                                                   |
| 14-8-2013                                                             | Roma                                                                  | Italia                                                                | 1 – 2                                                                 | Argentina                                                             | Amichevole                                                            | -                                                                     |                                                                       |
| 6-9-2013                                                              | Palermo                                                               | Italia                                                                | 1 – 0                                                                 | Bulgaria                                                              | Qual. Mondiali 2014                                                   | -                                                                     |                                                                       |
| 10-9-2013                                                             | Torino                                                                | Italia                                                                | 2 – 1                                                                 | Rep. Ceca                                                             | Qual. Mondiali 2014                                                   | 1                                                                     |                                                                       |
| 11-10-2013                                                            | Copenaghen                                                            | Danimarca                                                             | 2 – 2                                                                 | Italia                                                                | Qual. Mondiali 2014                                                   | -                                                                     |                                                                       |
| 4-6-2014                                                              | Perugia                                                               | Italia                                                                | 1 – 1                                                                 | Lussemburgo                                                           | Amichevole                                                            | -                                                                     |                                                                       |
| 14-6-2014                                                             | Manaus                                                                | Inghilterra                                                           | 1 – 2                                                                 | Italia                                                                | Mondiali 2014 - 1º turno                                              | -                                                                     |                                                                       |
| 20-6-2014                                                             | Recife                                                                | Italia                                                                | 0 – 1                                                                 | Costa Rica                                                            | Mondiali 2014 - 1º turno                                              | -                                                                     |                                                                       |
| 24-6-2014                                                             | Natal                                                                 | Italia                                                                | 0 – 1                                                                 | Uruguay                                                               | Mondiali 2014 - 1º turno                                              | -                                                                     |                                                                       |
| 10-10-2014                                                            | Palermo                                                               | Italia                                                                | 2 – 1                                                                 | Azerbaigian                                                           | Qual. Euro 2016                                                       | 2                                                                     |                                                                       |
| 13-10-2014                                                            | Ta' Qali                                                              | Malta                                                                 | 0 – 1                                                                 | Italia                                                                | Qual. Euro 2016                                                       | -                                                                     |                                                                       |
| 16-11-2014                                                            | Milano                                                                | Italia                                                                | 1 – 1                                                                 | Croazia                                                               | Qual. Euro 2016                                                       | -                                                                     |                                                                       |
| 28-3-2015                                                             | Sofia                                                                 | Bulgaria                                                              | 2 – 2                                                                 | Italia                                                                | Qual. Euro 2016                                                       | -                                                                     | Cap.                                                                  |
| 31-3-2015                                                             | Torino                                                                | Italia                                                                | 1 – 1                                                                 | Inghilterra                                                           | Amichevole                                                            | -                                                                     | 72’                                                                   |
| 3-9-2015                                                              | Firenze                                                               | Italia                                                                | 1 – 0                                                                 | Malta                                                                 | Qual. Euro 2016                                                       | -                                                                     |                                                                       |
| 6-9-2015                                                              | Palermo                                                               | Italia                                                                | 1 – 0                                                                 | Bulgaria                                                              | Qual. Euro 2016                                                       | -                                                                     |                                                                       |
| 10-10-2015                                                            | Baku                                                                  | Azerbaigian                                                           | 1 – 3                                                                 | Italia                                                                | Qual. Euro 2016                                                       | -                                                                     |                                                                       |
| 13-10-2015                                                            | Roma                                                                  | Italia                                                                | 2 – 1                                                                 | Norvegia                                                              | Qual. Euro 2016                                                       | -                                                                     |                                                                       |
| 13-11-2015                                                            | Bruxelles                                                             | Belgio                                                                | 3 – 1                                                                 | Italia                                                                | Amichevole                                                            | -                                                                     | 34’                                                                   |
| 17-11-2015                                                            | Bologna                                                               | Italia                                                                | 2 – 2                                                                 | Romania                                                               | Amichevole                                                            | -                                                                     |                                                                       |
| 29-5-2016                                                             | Ta' Qali                                                              | Italia                                                                | 1 – 0                                                                 | Scozia                                                                | Amichevole                                                            | -                                                                     |                                                                       |
| 6-6-2016                                                              | Verona                                                                | Italia                                                                | 2 – 0                                                                 | Finlandia                                                             | Amichevole                                                            | -                                                                     | Cap.                                                                  |
| 13-6-2016                                                             | Lione                                                                 | Belgio                                                                | 0 – 2                                                                 | Italia                                                                | Euro 2016 - 1º turno                                                  | -                                                                     | 65’                                                                   |
| 17-6-2016                                                             | Tolosa                                                                | Italia                                                                | 1 – 0                                                                 | Svezia                                                                | Euro 2016 - 1º turno                                                  | -                                                                     |                                                                       |
| 27-6-2016                                                             | Saint-Denis                                                           | Italia                                                                | 2 – 0                                                                 | Spagna                                                                | Euro 2016 - Ottavi di finale                                          | 1                                                                     |                                                                       |
| 2-7-2016                                                              | Bordeaux                                                              | Germania                                                              | 1 – 1 dts (6 – 5 dtr)                                                 | Italia                                                                | Euro 2016 - Quarti di finale                                          | -                                                                     | 120’                                                                  |
| 1-9-2016                                                              | Bari                                                                  | Italia                                                                | 1 – 3                                                                 | Francia                                                               | Amichevole                                                            | -                                                                     |                                                                       |
| 5-9-2016                                                              | Haifa                                                                 | Israele                                                               | 1 – 3                                                                 | Italia                                                                | Qual. Mondiali 2018                                                   | -                                                                     | 28’, 55’                                                              |
| 7-6-2017                                                              | Nizza                                                                 | Italia                                                                | 3 – 0                                                                 | Uruguay                                                               | Amichevole                                                            | -                                                                     | 78’                                                                   |
| 11-6-2017                                                             | Udine                                                                 | Italia                                                                | 5 – 0                                                                 | Liechtenstein                                                         | Qual. Mondiali 2018                                                   | -                                                                     |                                                                       |
| 6-10-2017                                                             | Torino                                                                | Italia                                                                | 1 – 1                                                                 | Macedonia                                                             | Qual. Mondiali 2018                                                   | 1                                                                     |                                                                       |
| 9-10-2017                                                             | Scutari                                                               | Albania                                                               | 0 – 1                                                                 | Italia                                                                | Qual. Mondiali 2018                                                   | -                                                                     |                                                                       |
| 10-11-2017                                                            | Solna                                                                 | Svezia                                                                | 1 – 0                                                                 | Italia                                                                | Qual. Mondiali 2018                                                   | -                                                                     |                                                                       |
| 13-11-2017                                                            | Milano                                                                | Italia                                                                | 0 – 0                                                                 | Svezia                                                                | Qual. Mondiali 2018                                                   | -                                                                     |                                                                       |
| 7-9-2018                                                              | Bologna                                                               | Italia                                                                | 1 – 1                                                                 | Polonia                                                               | UEFA Nations League 2018-2019 - 1º turno                              | -                                                                     | Cap. 9’                                                               |
| 10-10-2018                                                            | Genova                                                                | Italia                                                                | 1 – 1                                                                 | Ucraina                                                               | Amichevole                                                            | -                                                                     | Cap.                                                                  |
| 14-10-2018                                                            | Chorzów                                                               | Polonia                                                               | 0 – 1                                                                 | Italia                                                                | UEFA Nations League 2018-2019 - 1º turno                              | -                                                                     | Cap.                                                                  |
| 17-11-2018                                                            | Milano                                                                | Italia                                                                | 0 – 0                                                                 | Portogallo                                                            | UEFA Nations League 2018-2019 - 1º turno                              | -                                                                     | Cap.                                                                  |
| 23-3-2019                                                             | Udine                                                                 | Italia                                                                | 2 – 0                                                                 | Finlandia                                                             | Qual. Euro 2020                                                       | -                                                                     | Cap.                                                                  |
| 8-6-2019                                                              | Atene                                                                 | Grecia                                                                | 0 – 3                                                                 | Italia                                                                | Qual. Euro 2020                                                       | -                                                                     | Cap.                                                                  |
| 11-6-2019                                                             | Torino                                                                | Italia                                                                | 2 – 1                                                                 | Bosnia ed Erzegovina                                                  | Qual. Euro 2020                                                       | -                                                                     | Cap.                                                                  |
| 7-9-2020                                                              | Amsterdam                                                             | Paesi Bassi                                                           | 0 – 1                                                                 | Italia                                                                | UEFA Nations League 2020-2021 - 1º turno                              | -                                                                     | Cap. 88’                                                              |
| 14-10-2020                                                            | Bergamo                                                               | Italia                                                                | 1 – 1                                                                 | Paesi Bassi                                                           | UEFA Nations League 2020-2021 - 1º turno                              | -                                                                     | Cap.                                                                  |
| 25-3-2021                                                             | Parma                                                                 | Italia                                                                | 2 – 0                                                                 | Irlanda del Nord                                                      | Qual. Mondiali 2022                                                   | -                                                                     | Cap.                                                                  |
| 4-6-2021                                                              | Bologna                                                               | Italia                                                                | 4 – 0                                                                 | Rep. Ceca                                                             | Amichevole                                                            | -                                                                     | Cap. 64’                                                              |
| 11-6-2021                                                             | Roma                                                                  | Turchia                                                               | 0 – 3                                                                 | Italia                                                                | Euro 2020 - 1º turno                                                  | -                                                                     | Cap.                                                                  |
| 16-6-2021                                                             | Roma                                                                  | Italia                                                                | 3 – 0                                                                 | Svizzera                                                              | Euro 2020 - 1º turno                                                  | -                                                                     | Cap. 26’                                                              |
| 2-7-2021                                                              | Monaco di Baviera                                                     | Belgio                                                                | 1 – 2                                                                 | Italia                                                                | Euro 2020 - Quarti di finale                                          | -                                                                     | Cap.                                                                  |
| 6-7-2021                                                              | Londra                                                                | Italia                                                                | 1 – 1 dts (4 – 2 dtr)                                                 | Spagna                                                                | Euro 2020 - Semifinale                                                | -                                                                     | Cap.                                                                  |
| 11-7-2021                                                             | Londra                                                                | Italia                                                                | 1 – 1 dts (3 – 2 dtr)                                                 | Inghilterra                                                           | Euro 2020 - Finale                                                    | -                                                                     | Cap. 90+6’                                                            |
| 5-9-2021                                                              | Basilea                                                               | Svizzera                                                              | 0 – 0                                                                 | Italia                                                                | Qual. Mondiali 2022                                                   | -                                                                     | Cap.                                                                  |
| 6-10-2021                                                             | Milano                                                                | Italia                                                                | 1 – 2                                                                 | Spagna                                                                | UEFA Nations League 2020-2021 - Semifinale                            | -                                                                     | 46’                                                                   |
| 24-3-2022                                                             | Palermo                                                               | Italia                                                                | 0 – 1                                                                 | Macedonia del Nord                                                    | Qual. Mondiali 2022                                                   | -                                                                     | 90’                                                                   |
| 29-3-2022                                                             | Konya                                                                 | Turchia                                                               | 2 – 3                                                                 | Italia                                                                | Amichevole                                                            | -                                                                     | Cap. 76’                                                              |
| 1-6-2022                                                              | Londra                                                                | Italia                                                                | 0 – 3                                                                 | Argentina                                                             | Coppa dei Campioni CONMEBOL-UEFA 2022                                 | -                                                                     | Cap. 46’                                                              |
| Totale                                                                |                                                                       | Presenze (5º posto)                                                   | 117                                                                   |                                                                       | Reti                                                                  | 8                                                                     |                                                                       |

| Cronologia completa delle presenze e delle reti in nazionale ― Italia olimpica | Cronologia completa delle presenze e delle reti in nazionale ― Italia olimpica | Cronologia completa delle presenze e delle reti in nazionale ― Italia olimpica | Cronologia completa delle presenze e delle reti in nazionale ― Italia olimpica | Cronologia completa delle presenze e delle reti in nazionale ― Italia olimpica | Cronologia completa delle presenze e delle reti in nazionale ― Italia olimpica | Cronologia completa delle presenze e delle reti in nazionale ― Italia olimpica | Cronologia completa delle presenze e delle reti in nazionale ― Italia olimpica |
| Data                                                                           | Città                                                                          | In casa                                                                        | Risultato                                                                      | Ospiti                                                                         | Competizione                                                                   | Reti                                                                           | Note                                                                           |
| ------------------------------------------------------------------------------ | ------------------------------------------------------------------------------ | ------------------------------------------------------------------------------ | ------------------------------------------------------------------------------ | ------------------------------------------------------------------------------ | ------------------------------------------------------------------------------ | ------------------------------------------------------------------------------ | ------------------------------------------------------------------------------ |
| 21-8-2004                                                                      | Atene                                                                          | Mali olimpica                                                                  | 0 – 1 dts                                                                      | Italia olimpica                                                                | Olimpiadi 2004 - Quarti di finale                                              | -                                                                              | 104’                                                                           |
| 27-8-2004                                                                      | Salonicco                                                                      | Italia olimpica                                                                | 1 – 0                                                                          | Iraq olimpica                                                                  | Olimpiadi 2004 - Finale 3º posto                                               | -                                                                              | 85’                                                                            |
| Totale                                                                         |                                                                                | Presenze                                                                       | 2                                                                              |                                                                                | Reti                                                                           | 0                                                                              |                                                                                |

## Palmarès

### Club

#### Competizioni giovanili
- Torneo Città di Arco: 1

Milan: 2000

#### Competizioni nazionali

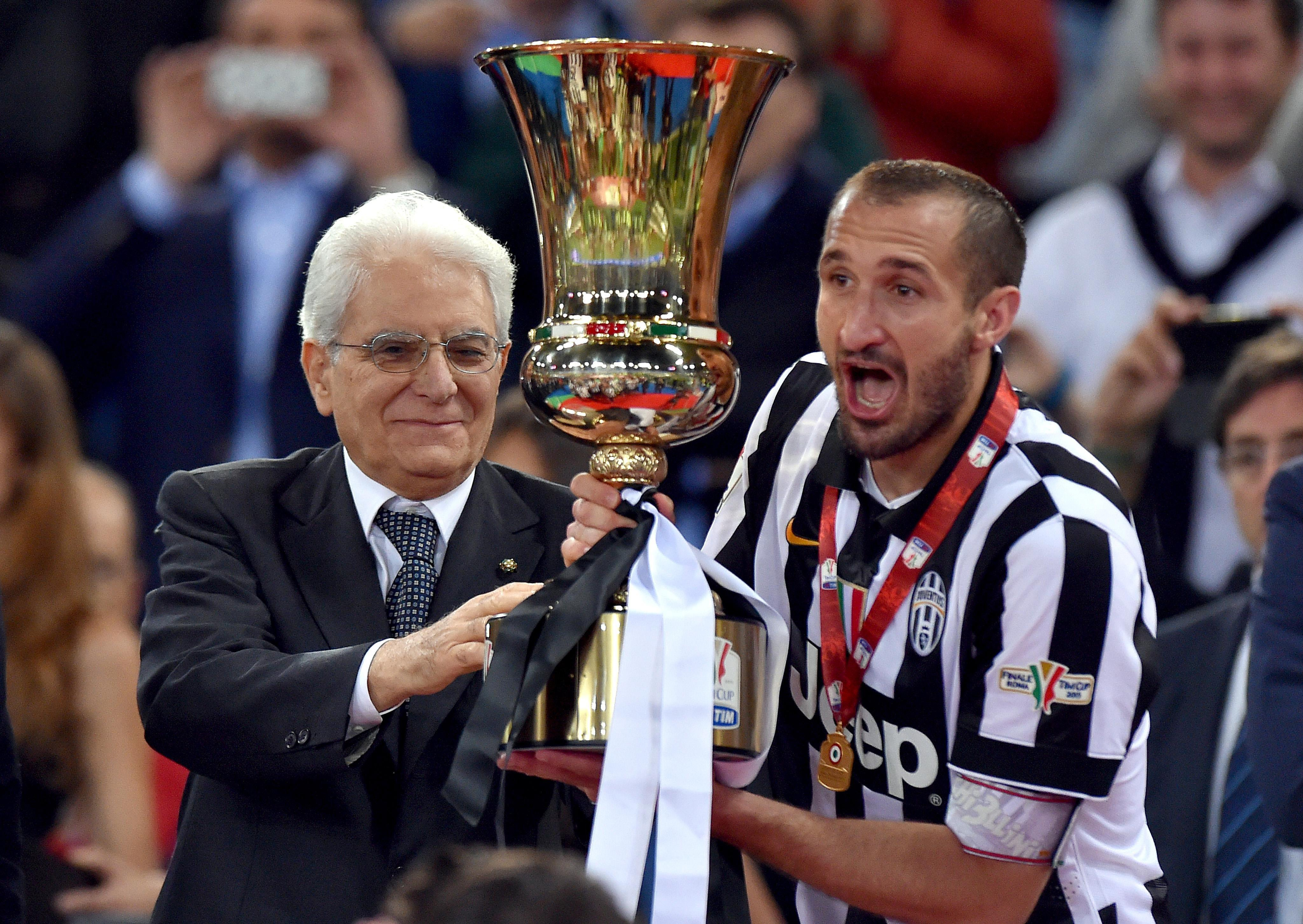
Chiellini (a destra), all'epoca vicecapitano della Juventus, riceve dal presidente della Repubblica, Mattarella, il trofeo della Coppa Italia 2014-2015.

- Campionato italiano Serie C1: 1

Livorno: 2001-2002 (girone A)
- Campionato italiano di Serie B: 1

Juventus: 2006-2007
- Campionato italiano: 9

Juventus: 2011-2012, 2012-2013, 2013-2014, 2014-2015, 2015-2016, 2016-2017, 2017-2018, 2018-2019, 2019-2020
- Supercoppa italiana: 5

Juventus: 2012, 2013, 2015, 2018, 2020
- Coppa Italia: 5

Juventus: 2014-2015, 2015-2016, 2016-2017, 2017-2018, 2020-2021
- MLS Supporters' Shield: 1

Los Angeles FC: 2022
- Campionato MLS: 1

Los Angeles FC: 2022

### Nazionale
- Campionato d'Europa Under-19: 1

Liechtenstein 2003
- Bronzo olimpico: 1

Atene 2004
- Campionato d'Europa: 1

Europa 2020

### Individuale
- Inserito nel Dream Team UEFA del campionato d'Europa Under-21 2007
- Oscar del calcio AIC/Gran Galà del calcio AIC: 8

Migliore difensore: 2008, 2009, 2010
Squadra dell'anno: 2013, 2015, 2016, 2018, 2019
- ESM Team of the Year: 3

2012-2013, 2014-2015, 2017-2018
- Squadra della stagione della UEFA Champions League: 2

2014-2015, 2017-2018
- All-Time XI del campionato d'Europa Under-21: 1

2015
- Squadra dell'anno UEFA: 1

2017
- Premio Nazionale Carriera Esemplare "Gaetano Scirea": 1

2019
- Premio Bulgarelli Number 8: 1

Premio alla carriera: 2025

## Opere
- C'è un angelo bianconero, con Pierangelo Sapegno, Milano, Mondadori, 2014, ISBN 978-88-04-63859-9.
- The Defender #SocialBiography, Londra, eFanswer, 2016.
- Io, Giorgio, con Maurizio Crosetti, Milano, Sperling & Kupfer, 2020, ISBN 978-88-20-06875-2.

### Prefazioni
- Dario Silvestri, Il potere del cambiamento, Milano, Hoepli, 2019, ISBN 978-88-203-8923-9.